# Józef Szmidt
Józef Szmidt (* 28. März 1935 als  Josef Schmidt in Miechowitz bei Beuthen O.S.; † 29. Juli 2024 in Drawsko Pomorskie) war ein polnischer Leichtathlet und zweifacher Olympiasieger deutscher Abstammung, der Anfang der 1960er Jahre der weltbeste Dreispringer war. Sein Spitzname war „schlesisches Känguru“.

## Leben

### Jugend
Josef Schmidt wurde 1935 als Bürger des Deutschen Reiches in eine deutsche Familie geboren. Sein Vater fiel als Soldat der Wehrmacht im Zweiten Weltkrieg, die Mutter musste ihn und die Geschwister allein durchbringen. Als im Frühjahr 1945 in Schlesien eine polnische Verwaltung eingerichtet wurde, blieb die Familie wie hunderttausende Angehörige des deutschen Bevölkerungsteils im oberschlesischen Industriereviers von Vertreibung und Zwangsaussiedlung ausgespart, da sie als Fachkräfte in den Fabriken und kommunalen Betrieben gebraucht wurden.
Nach dem „Dekret vom 10. November 1945 über die Änderung und Festlegung von Vor- und Familiennamen“ wurden die Namen polonisiert. Amtlich hieß Schmidt nun Józef Szmidt; aus seinem älteren Bruder Eberhard wurde Edward, die Schwester Ingeborg bekam den völlig anderen Vornamen Irena. Nach eigenen Angaben sprach Szmidt ebenso wie seine Eltern bis 1945 kein Wort Polnisch. Jahrzehnte später schilderte er, dass er wegen seiner mangelnden Polnischkenntnisse von polnischen Lehrern und Mitschülern wiederholt so geschlagen worden sei, dass er geblutet und von den Schlägen Narben zurückbehalten habe.

### Volksrepublik Polen
Szmidt absolvierte eine Mechanikerausbildung, konnte sich aber bald ganz dem Sporttraining widmen.
Nach Ende seiner aktiven Laufbahn äußerte er gegenüber einer Journalistin, dass er ein distanziertes Verhältnis zur Politik habe und an den nächsten Wahlen zum Sejm (es handelte sich um eine Scheinwahl; der Sieg der Polnischen Vereinigten Arbeiterpartei war garantiert) nicht teilnehmen werde. Diese Aussage wurde zwar nicht gedruckt, gelangte aber zu Funktionären der Arbeiterpartei und wurde von diesen als Regimekritik verstanden. Szmidt verlor die Privilegien als erfolgreicher Sportler, sein Name wurde in den Medien nicht mehr erwähnt.
Angesichts dieser Entwicklung stellte er einen Ausreiseantrag in die Bundesrepublik Deutschland, nach bundesdeutschem Recht hatte er als ehemaliger Reichsbürger nie die deutsche Staatsbürgerschaft verloren. Doch wurden diese Anträge abgelehnt. Obwohl Szmidt nach eigenem Bekunden unter Beobachtung der Behörden stand, gelang es ihm 1975, in das begrenzte Fankontingent aufgenommen zu werden, das die polnische Fußballnationalmannschaft zu einem Qualifikationsspiel zur Fußball-Europameisterschaft 1976 nach Amsterdam begleiten durfte. Dabei setzte er sich von der Reisegruppe ab und fuhr in die Bundesrepublik. Seine in Polen zurückgebliebene Frau musste sich daraufhin täglich auf der örtlichen Milizstation melden. Ihr wurde gedroht, dass sie das Sorgerecht für die beiden Kinder verlieren und diese zur Zwangsadoption freigegeben würden. Es gelang ihr, die Kinder aus dem Land zu schleusen und schließlich gegen entsprechendes Schmiergeld selbst die Ausreisepapiere zu erhalten.

### Bundesrepublik Deutschland
Die Familie ließ sich in Lüdenscheid nieder. Szmidt bekam in einer dortigen Klinik eine Stelle als Physiotherapeut, dank der Vermittlung des in Danzig geborenen früheren polnischen Mittelstreckenmeisters Stefan Lewandowski, der dort als Chirurg arbeitete. Seine Frau wurde als Operationsschwester angestellt.

### Republik Polen
1994 kehrten beide nach Polen zurück. Sie kauften ein großes Grundstück unweit von Drawsko Pomorskie in Westpommern, wo sie sich fortan der Ziegenzucht und der Kultivierung von Obstbäumen widmeten. Szmidt lebte seitdem völlig zurückgezogen, Einladungen zu Ehrungen und Galaveranstaltungen ehemaliger Sportmeister schlug er konsequent aus.

## Sportkarriere

### Polen
Szmidt kam durch seinen älteren Bruder Edward Szmidt zur Leichtathletik, der 1956 mit der polnischen 4-mal-100-Meter-Stafette im olympischen Finale stand. 1958 übertraf Józef Szmidt als erster polnischer Dreispringer die 16-Meter-Marke. Bei der polnischen Meisterschaft in Olsztyn am 5. August 1960 sprang er im dortigen Waldstadion mit 17,03 Meter neuen Weltrekord und war damit der erste Dreispringer, der die 17-Meter-Marke übertraf. Er gewann insgesamt zehn polnische Meistertitel in der Disziplin (1959, 1960, 1962, 1963, 1965, 1966, 1967, 1969, 1970, 1971).
1961 wurde er überdies Landesmeister im Weitsprung. Auch startete er bei Sprintwettkämpfen und errang drei Vizemeistertitel: 100 Meter (1958), 200 Meter (1953 und 1958). Bei einem Länderkampf schlug er sogar den sowjetischen Meister Edvīns Ozoliņš.
Zum Jahrestag seines Dreisprungweltrekordes verlieh ihm 2010 die Stadt Olsztyn die Ehrenbürgerwürde.

### Internationale Meisterschaften
Zwischen 1958 und 1964 siegte er bei allen internationalen Titelkämpfen. Bei den Europameisterschaften 1958 in Stockholm errang er mit 16,43 Meter den Titel vor dem sowjetischen Weltrekordinhaber Oleg Rjachowski.
Am 5. August 1960 übertraf er als erster Springer mit 17,03 m die auch heute noch wertvolle 17-Meter Marke. Einen Monat später bei den Olympischen Spielen 1960 in Rom gewann er mit dem olympischen Rekord von 16,81 Meter die Goldmedaille vor den beiden sowjetischen Sportlern Wladimir Gorjajew und Witold Krejer. Auch bei den Europameisterschaften 1962 in Belgrad holte er Gold vor zwei Sowjetsportlern ebenso wie bei den Olympischen Spielen 1964 in Tokio. Seine wiederholten Siege über sowjetische Rivalen haben nach seiner eigenen Einschätzung nicht wenig zu seiner Popularität bei seinen Landsleuten beigetragen. In den Jahren seiner beiden Olympiasiege wurde er in Polen jeweils zum „Sportler des Jahres“ gewählt.
Er trat noch einmal bei den Olympischen Spielen 1968 an. Doch die in der Höhenluft von Mexiko-Stadt erzielten 16,89 Meter reichten nur noch für den siebten Platz. Sein acht Jahre alter Weltrekord wurde bei diesem denkwürdigen Wettbewerb insgesamt fünfmal von drei Athleten auf 17,39 m verbessert. Seinen Abschied vom internationalen Sport nahm er mit 36 Jahren bei den Europameisterschaften 1971 in Helsinki, bei denen er nicht über den 11. Platz hinauskam.